# (31543) 1999 DM5
(31543) 1999 DM5 là một tiểu hành tinh vành đai chính. Nó được phát hiện bởi dự án Nghiên cứu tiểu hành tinh gần Trái Đất Lincoln ở Socorro, New Mexico, ngày 17 tháng 2 năm 1999.